# Llashkadrenoc
Llashkadrenoc / Vlaški Drenovac (cyr. Влашки Дреновац) – wieś w Kosowie, w regionie Prizren, w gminie Malishevë/Mališevo. W 2011 roku liczyła 3573 mieszkańców. 